# Jan Nepomuk I. ze Schwarzenbergu
Jan Nepomuk I. ze Schwarzenbergu, (4. července 1742 Postoloprty – 5. listopadu 1789 Hluboká nad Vltavou) byl český šlechtic, kníže ze Schwarzenbergu, poslední kníže před rozdělením rodu na primogenituru a sekundogenituru, 10. vévoda krumlovský a inciátor stavby Schwarzenberského plavebního kanálu.

## Život
Jan Nepomuk I. se narodil jako prvorozený syn Josefa I. Adama, knížete ze Schwarzenbergu a krumlovského vévody a princezny Marie Terezie, dcery Josefa Johanna Adama z Lichtenštejna roku 1742 v Postoloprtech.
Oproti svému otci a dědovi Adamu Františkovi nikdy nezastával vysoké funkce u císařského dvora a věnoval se výhradně správě hospodářství. Přestože vládl pouhých 7 let, byla jeho krátká vláda pro dominium velmi podstatná. Započal totiž velké množství reforem v oblasti hospodářství. Během jeho panování začala výsadba nových kulturních plodin, například jetele a vojtěšky, a především došlo k významné systematizaci v lesnictví a k cílené výsadbě lesů.
Nejpodstatnějším činem jeho života však bylo zahájení stavby Schwarzenberského plavebního kanálu pod vedením Josefa Rosenauera, čímž bylo propojeno povodí Vltavy a Dunaje a následně plaveno dříví do celé monarchie. Schwarzenberský plavební kanál tak v následujících dvou stoletích významně ovlivňoval hospodářství nejenom Schwarzenberského dominia, ale i velké části jižních Čech a potažmo i všech regionů, v nichž fungovaly podniky zásobované šumavským dřívím, v českých a rakouských zemích.
14. července 1768 se oženil s Marii Eleonorou z Öttingen-Wallersteinu, která mu porodila 13 dětí a z toho 4 syny, již se dožili dospělosti. Podle klauzule ze závěti jeho praděda Ferdinanda Viléma Eusebia, bylo po Janově smrti Dominium a rod rozděleno na dvě části mezi prvorozeného syna Josefa II. a Karla I. Filipa. Jeho smrtí se tak schwarzenberský rod rozdělil na dvě větve – na starší hlubocko-krumlovskou a mladší orlickou.
Jan Nepomuk I. zemřel na svém zámku na Hluboké. Jeho tělo bylo pohřbeno v Třeboni a jeho srdce podle tradice uloženo v Srdeční hrobce krumlovských vévodů v Českém Krumlově.
Rozdělení rodu na dvě větve počínaje jeho smrtí roku 1789 bylo ukončeno až rokem 1986 v osobě Karla Schwarzenberga.

### Rodina
Oženil se 14. července 1768 ve Vídni-Schönbrunnu s Marií Eleonorou z Oettingen-Wallersteinu (22. 5. 1747 Wallerstein – 25. nebo 28. 12. 1797 Vídeň), dcerou Filipa Karla hraběte z Oettingen-Oettingenu a Oettingen-Wallersteinu (17. 3. 1722 Augsburg – 14. 4. 1766 Wallerstein) a (sňatek 21. 2. 1746 Hohenbaldern) Charlotty Juliany hraběnky Oettingen-Baldern (25. 10. 1728 Baldern – 2. 1. 1791 Markt-Bissingen). Narodilo se jim třináct dětí (8 synů a 5 dcer):
- 1. Josef II. Jan (27. 6. 1769 Vídeň – 19. 12. 1833 Hluboká nad Vltavou), zakladatel Schwarzenberské primogenitury, tzv. hlubocko-krumlovské větve, 11. vévoda krumlovský
  - ∞ (25. 5. 1794 zámek Heverlé, Belgie) Paulina Charlotta, princezna z Arenbergu (2. 9. 1774 Brusel (Coudenberg) – 1. 7. 1810 Paříž)
- 2. Jan (1770–1779)
- 3. Karel I. Filip (15. 4. 1771 Vídeň – 15. 10. 1820 Lipsko), zakladatel schwarzenberské sekundogenitury, tzv. orlické větve
  - ∞ (1799) Marie Anna hraběnka z Hohenfeldu
- 4. Antonín (1772–1775)
- 5. František (1773–1789)
- 6. Arnošt (1773–1821)
- 7. Bedřich Jan (28. 3. 1774 Vídeň – 18. 11. 1795 padl u Weinheimu), rytíř Maltézského řádu
- 8. Marie Karolína (7. 9. 1775 Vídeň – 24. 1. 1816 Praha)
  - ∞ (2. 8. 1792 Vídeň) Josef František Maxmilián kníže z Lobkowicz (3. 12. 1772 Vídeň – 16. 12. 1816 Třeboň)[3]
- 9. Eleonora Karolina (1777–1782)
- 10. Marie Alžběta (1778–1791)
- 11. Marie Terezie (14. 10. 1780 Vídeň – 9. 11. 1870 Kroměříž)
  - ∞ (1801) Bedřich Egon lankrabě z Fürstenbergu (26. 1. 1774 Vídeň – 4. 2. 1856 Vídeň)
- 12. Jan (1782–1783)
- 13. Eleonora Žofie (1783–1846)